# 북방애기박쥐
북방애기박쥐(Vespertilio murinus)는 애기박쥐과에 속하는 박쥐의 일종이다. 서식지는 북조선등 북방지역이라 알려진 것이 별로 없다.

## 사진

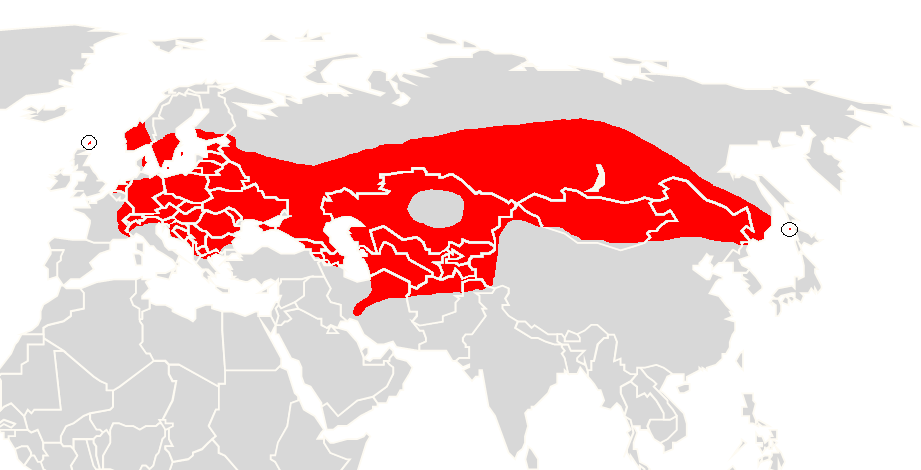
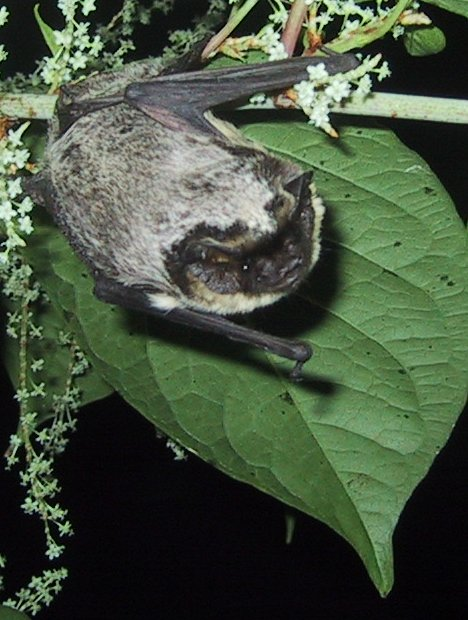

## 같이 보기
- 한국의 포유동물